# Trichestra chlorochroa
Trichestra chlorochroa är en fjärilsart som beskrevs av George Francis Hampson 1918. Trichestra chlorochroa ingår i släktet Trichestra och familjen nattflyn. Inga underarter finns listade i Catalogue of Life.